# پارچه‌فروشی

یک پارچه فروشی در بانه

پارچه‌فروشی یا بزازی جایی است که در آن کار خرده‌فروشی پارچه انجام می‌شود. به فروشندهٔ پارچه، پارچه‌فروش یا بزاز گفته می‌شود. در گذشته پارچه‌فروشی یکی از برجسته‌ترین رسته‌های بازار بوده و بازرگانی پارچه می‌توانسته دربردارندهٔ بیشترین سود برای یک بازرگان باشد.

## بن‌مایه
- همکاری‌کنندگان ویکی‌پدیا، «Draper»، ویکی‌پدیای انگلیسی، دانشنامهٔ آزاد (بازیابی ۲۰ شهریور ۱۳۹۳).

1. ↑  «بزازی». واژه‌یاب (فرهنگ معین).